# 越南鮊
越南鲌（学名：Culter flavipinnis）为輻鰭魚綱鯉形目鯝科的其中一種，分布於亞洲越南安南省淡水流域，體長可達22.5公分，棲息在中底層水域，屬肉食性，以甲殼類、昆蟲及小魚為食，生活習性不明。